# 지강민
지강민(1979년 7월 12일~)은 대한민국의 만화가이다.
1998년 인천 부평구 부광고등학교 1회졸업생이다.

## 주요 작품
- 《그녀의 야망》(2006년)
- 《학교가 위험해》(2006년)
- 《장금이의 헑》(2006년)
- 《프라스타일 걸즈》(2006년~2008년)
- 《와라 편의점》(2008년~2013년)
- 《매일매일 출근가족》(2015년~)

## 수상 내역
- 1996년 제2회 《한국게임대상》 게임시나리오부문 우수상
- 2008년 제3회 《국제디지털만화공모전》 인기상
- 2008년 제3회 《국제디지털만화공모전》 우수상